# 暁星国際小学校・中学校・高等学校
暁星国際小学校・中学校・高等学校（ぎょうせいこくさいしょうがっこう・ちゅうがっこう・こうとうがっこう）は、千葉県木更津市矢那の私立小学校・中学校・高等学校。

## 概要
本校は、「国際」の名の通り、保護者が日本人学校や補習校が存在しない欧米諸国やアフリカ、南米などに駐在し、その子女が寮に入るケースや帰国子女を受け入れる全寮制男子校として設立されたが、それ以外の生徒も受け入れているほか、後に男女共学となり一般生徒のほか通学生徒も受け入れている。1980年代は駐在員の子女や帰国子女は半数以上いたが、現在は2-3割程度である。

## 沿革
- 1979年（昭和54年）4月 - 暁星国際高等学校（男子校）開校
- 1981年（昭和56年）4月 - 暁星国際中学校（男子校）開校[2]
- 1995年（平成7年）4月 - 暁星国際小学校（共学）開校。暁星国際中学校・高等学校に女子クラス併設
- 1998年（平成10年）4月 - 男女共学化
- 2001年（平成13年）4月 - 「ヨハネ研究の森コース」開設
- 2010年（平成22年）4月 - 「アストラ・インターナショナルコース」開設

## 教育
- コース	
  - 中学・高校課程には、「特進・進学コース」、「ヨハネ研究の森コース」、「インターナショナルコース」、「アストラ・インターナショナルコース」の4コースが設置されている[3]。

## 寄宿舎
小学校・中学校・高等学校にそれぞれ設置されている。当初は全寮制であったが現在は通学生徒の受け入れも行っている。
- 小学校寮
- 中学校・高等学校寮
  - レジナムンディ寮（女子寮）
  - トマス寮（男子寮）
  - ヨゼフ寮（「アストラ・インターナショナルコース」（中学）寮）
  - ドミニコ寮（「アストラ・インターナショナルコース」寮）
- ヨハネ寮（「ヨハネ研究の森コース」寮）

## 校歌
- 「暁星国際学園の歌」	
  - 作詞: 谷川俊太郎
  - 作曲: 團伊玖磨

フランス国歌が式典などの際必ず演奏される。

## 制服
中学・高校男子の冬制服は金モールの詰め襟に7つボタンで、夏制服は左腕に校章マークがある半袖シャツに灰緑色（黴色）の薄手スラックスが特徴的である。小学校男女と中学・高校女子の制服はファッションデザイナー山本耀司のデザインである。

## スクールバス
- 木更津駅東口、姉ケ崎駅東口からスクールバスが運行[6]。
- 川崎駅東口、横浜駅西口、品川駅西口、海浜幕張駅、および浦安方面からもスクールバス（高速道路使用）が運行。

## 交通アクセス
- アクセス－暁星国際小学校・中学校・高等学校